# Gairebé famosos
 Gairebé famosos  (original: Almost Famous) és una pel·lícula estatunidenca dirigida per Cameron Crowe, estrenada el 2000. Ha estat doblada al català.

## Argument
William Miller, un adolescent de 15 anys seguidor de rock i periodista en potència, aconsegueix ser contractat per la revista Rolling Stone per marxar de gira amb el grup Stillwater. Durant aquest viatge, fa amistat amb els membres del grup, comparteix l'excitació dels concerts, el reconeixement de la multitud, les gelosies, les rancunies. Troba també l'univers de les estrelles del rock, un món allunyat de la realitat, gronxat per la droga, les groupies i la música. Coneixerà Penny Lane, una jove groupie que participa en la gira.

## Repartiment
- Patrick Fugit: William Miller
- Billy Crudup: Russell Hammond
- Frances McDormand: Elaine Miller
- Kate Hudson: Penny Lane
- Jason Lee: Jeff Bebe
- Noah Taylor: Dick Roswell
- Anna Paquin: Polexia Aphrodisia
- Philip Seymour Hoffman: Lester Bangs
- Fairuza Balk: Sapphire
- Zooey Deschanel: Anita Miller
- Bijou Phillips
- Zack Ward: el llegendari Red Dog

## Al voltant de la pel·lícula
- La pel·lícula està inspirada en fets autobiogràfics del guionista i director Cameron Crowe.
- Destaca l'aparició del personatge real Lester Bangs, rock critic cèlebre, interpretat per Philip Seymour Hoffman.

## Premis i nominacions

### Premis
- 2001. Oscar al millor guió original per Cameron Crowe
- 2001. Globus d'Or a la millor pel·lícula musical o còmica
- 2001. Globus d'Or a la millor actriu secundària per Kate Hudson
- 2001. BAFTA al millor guió original per Cameron Crowe
- 2001. BAFTA al millor so per Jeff Wexler, Doug Hemphill, Rick Kline, Paul Massey i ichael D. Wilhoit
- 2001. Grammy al millor àlbum de banda sonora per pel·lícula, televisió o altre mitjà visual

### Nominacions
- 2001. Oscar a la millor actriu secundària per Kate Hudson
- 2001. Oscar a la millor actriu secundària per Frances McDormand
- 2001. Oscar al millor muntatge per Joe Hutshing i Saar Klein
- 2001. Globus d'Or a la millor actriu secundària per Frances McDormand
- 2001. Globus d'Or al millor guió per Cameron Crowe
- 2001. BAFTA a la millor pel·lícula
- 2001. BAFTA a la millor actriu per Kate Hudson
- 2001. BAFTA a la millor actriu secundària per Frances McDormand
- 2001. BAFTA a la millor música per Nancy Wilson